# Bossier City
Bossier City es una ciudad ubicada en la parroquia de Bossier en el estado estadounidense de Luisiana. En el Censo de 2020 tenía una población de 62,701 habitantes y una densidad poblacional de 552.08 personas por km².

## Geografía
Bossier City se encuentra ubicada en las coordenadas 32°31′25″N 93°39′20″O / 32.52361, -93.65556. Según la Oficina del Censo de los Estados Unidos, Bossier City tiene una superficie total de 111.77 km², de la cual 109.66 km² corresponden a tierra firme y (1.89%) 2.11 km² es agua.

## Demografía
Según el censo de 2010, había 61315 personas residiendo en Bossier City. La densidad de población era de 548,59 hab./km². De los 61315 habitantes, Bossier City estaba compuesto por el 65.38% blancos, el 25.64% eran afroamericanos, el 0.55% eran amerindios, el 2.03% eran asiáticos, el 0.2% eran isleños del Pacífico, el 3.47% eran de otras razas y el 2.74% pertenecían a dos o más razas. Del total de la población el 8.08% eran hispanos o latinos de cualquier raza.